# 若松車輛
若松車輛株式会社（わかまつしゃりょう）は、かつて福岡県北九州市若松区北湊町6-1にあった鉄道車両メーカー。おもに貨車の製造に特化していたが、1970年代前半から鉄道貨物の斜陽化に伴い経営が悪化、1985年に和議を申請して経営破綻した。
その後、和議条件に従い弁済を続けていたものの1995年頃から再び資金繰りが悪化、1998年に自己破産を申請(負債総額は約52億円)したものの、2013年に破産廃止となった。